# Veronika Peters

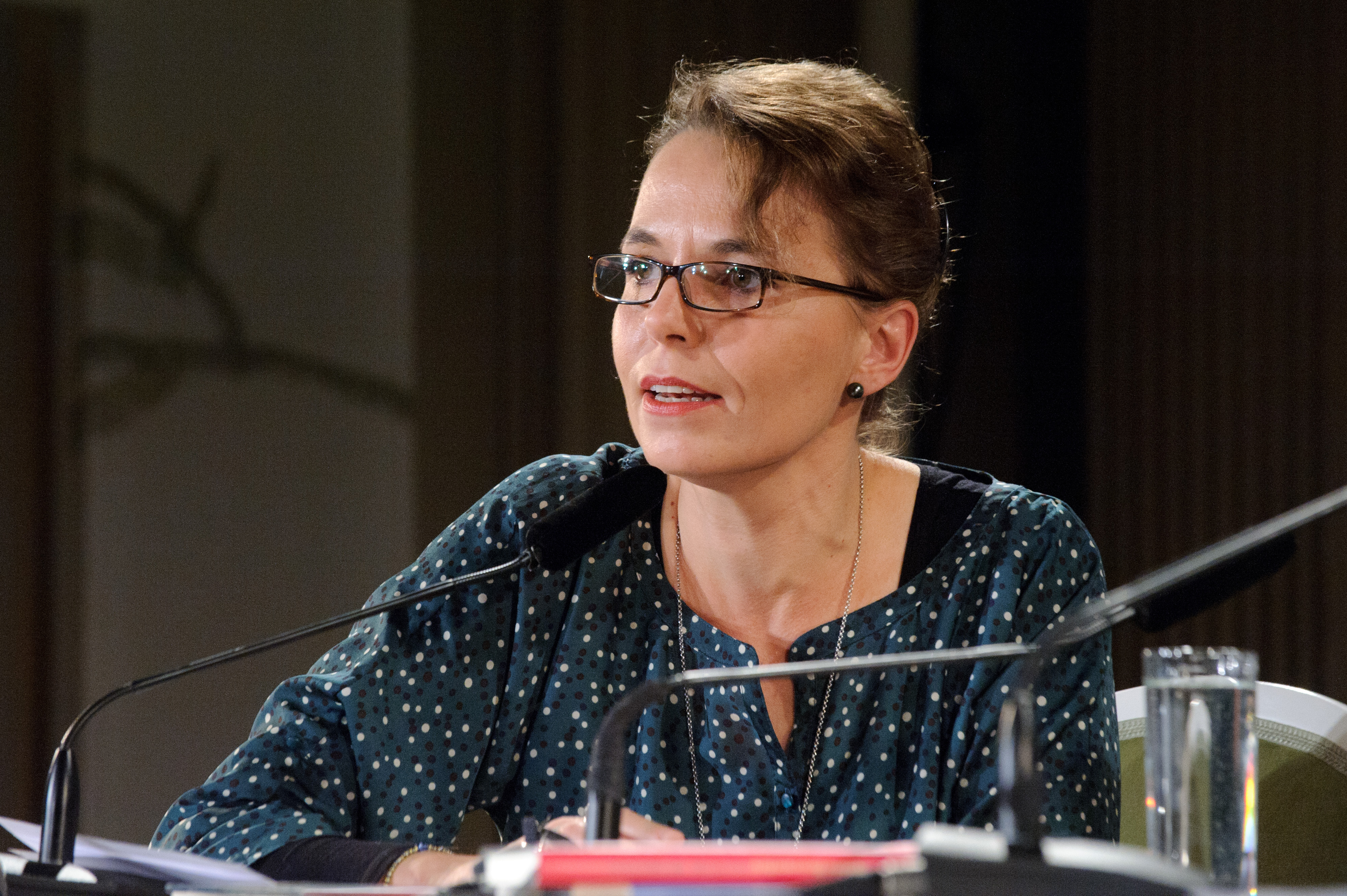
Veronika Peters (2011)

Veronika Peters (* 1966 in Gießen) ist eine deutsche Schriftstellerin.

## Leben
Veronika Peters verbrachte ihre Kindheit in Deutschland und Afrika, verließ früh ihr Elternhaus und arbeitete zunächst als Erzieherin in der Kinder- und Jugendpsychiatrie. Während dieser Zeit engagierte sie sich in der linken Jugendbewegung und hatte Kontakte mit der Frankfurter Hausbesetzerszene.
1987 trat sie in eine deutsche Benediktinerinnen-Abtei ein, wo sie 1993  die feierliche Profess ablegte. Weiterhin absolvierte sie ein Fernstudium der Theologie, um anschließend als Leiterin der Buch- und Kunsthandlung des Klosters zu arbeiten, für deren Neugestaltung und Ausbau sie im Wesentlichen verantwortlich war.
Im Rahmen dieser Tätigkeit lernte sie den Schriftsteller Christoph Peters kennen, mit dem sie seit 2001 verheiratet ist. 1999 verließ sie das Kloster und lebt seitdem als freie Autorin in Berlin.
Seit September 2011 ist Peters gemeinsam mit Hilal Sezgin Moderatorin beim „Literarischen Abend“ in Berlin, einer Veranstaltungsreihe der Heinrich-Böll-Stiftung in Kooperation mit dem Deutschen Theater.

## Rezeption
In ihrem Debütroman Was in zwei Koffer paßt. Klosterjahre, 2007 erschienen, arbeitet die Autorin ihre Jahre als Benediktinerin auf. Die Identität ihres früheren Klosters sowie die Namen der Mitschwestern werden dabei durch bewusst falsche Hinweise verschleiert.
Das Werk stand lange auf der Sachbuch-Bestseller-Liste und wurde von der Literaturkritik vielfältig besprochen. Von den katholischen Ordensgemeinschaften kamen unterschiedliche Reaktionen. Hervorgehoben wird, dass die Autorin mit zahlreichen romantisierenden Illusionen über das Klosterleben aufräume und somit zu einem realistischeren Bild dieser Lebensform im 21. Jahrhundert beitrage. Gleichzeitig wird von Kritikern bemerkt, dass die Autorin wenig bis eigentlich gar keine Ansätze für ein eigenes geistliches Leben zeige und man sich daher zu Recht fragen könne, wieso sie überhaupt ins Kloster eingetreten sei.

## Werke
- Was in zwei Koffer paßt. Klosterjahre. Goldmann-Verlag, München 2007, ISBN 3-442-31116-0
- An Paris hat niemand gedacht. Goldmann-Verlag, München 2009, ISBN 978-3-442-31167-5
- Das Meer in Gold und Grau. Goldmann-Verlag, München 2011, ISBN 978-3-442-31168-2
- Die Liebe in Grenzen. Goldmann-Verlag, München 2013, ISBN 978-3-442-31320-4
- Aller Anfang fällt vom Himmel. Goldmann-Verlag, München 2015, ISBN 978-3-442-31321-1
- Die Dame hinter dem Vorhang. Wunderraum-Verlag, München 2019, ISBN 978-3-336-54808-8
- Das Herz von Paris. Oktopus-bei-Kampa-Verlag, Zürich 2022, ISBN 978-3-311-30019-9
- Nackt war ich am schönsten. Rowohlt Verlag, Hamburg 2024, ISBN 978-3-463-00051-0